# Gäubodenbahn
Die Gäubodenbahn war eines der sechs Regio-Netze der Deutschen Bahn AG, das 2002 gegründet wurde und der DB RegioNetz Verkehrs GmbH unterstand. Zum 1. Januar 2021 wurde es organisatorisch in die Südostbayernbahn eingegliedert.

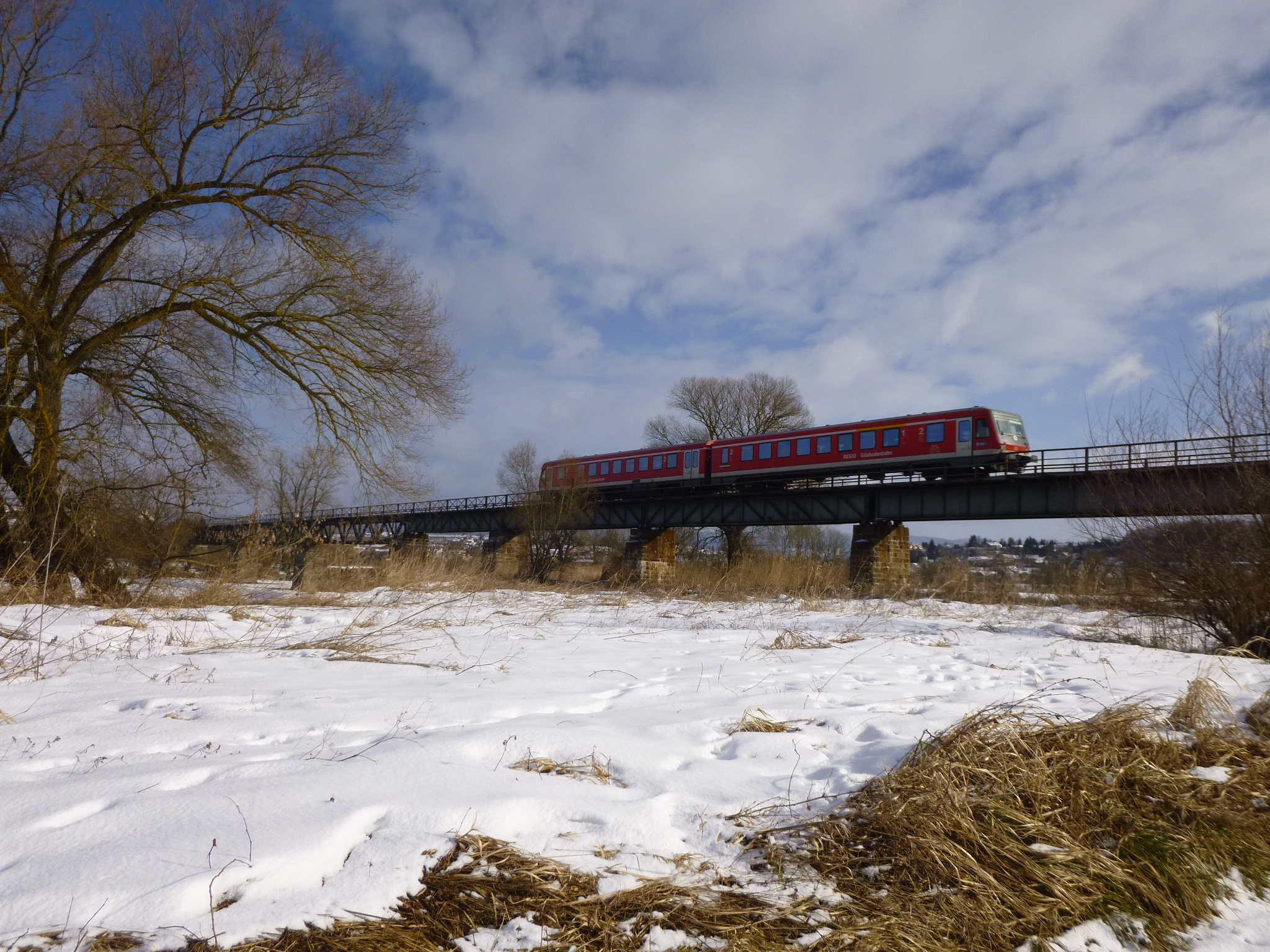
DB-Baureihe 628 der Gäubodenbahn auf der Eisenbahnbrücke Bogen

Die Gäubodenbahn betrieb den Personenverkehr auf der 45,5 Kilometer langen Kursbuchstrecke 932 (Neufahrn – Radldorf – Straubing – Bogen), die aus der 26,2 Kilometer langen Bahnstrecke Neufahrn–Radldorf, 9,6 Kilometern der Bahnstrecke Regensburg–Passau und 9,7 Kilometern der Bahnstrecke Straubing–Miltach besteht.

## Betrieb
Die Linie mit 14 Stationen wurde täglich von 40 Zügen befahren. Die von der Bayerischen Eisenbahngesellschaft bestellten Verkehrsleistungen wurden ausschließlich mit fünf Dieseltriebwagen der Baureihe 628 erbracht.
Seit dem Fahrplanwechsel im Dezember 2014 verkehrten die Züge in Bogen täglich ca. von 05:00 bis 00:00 Uhr (am Wochenende und Feiertagen 06:00 bzw. 07:00 bis 01:00 Uhr) im Stundentakt, zuvor wurde die Strecke an Wochenenden nur zweistündlich bedient. Die Gäubodenbahn verkehrte zwischen Radldorf und Straubing auf der Bahnstrecke Regensburg–Passau und schließlich auf dem verbliebenen Teil der ehemaligen Bahnstrecke Straubing–Miltach bis Bogen. Ein Zugpaar wurde samstags über Landshut und Mühldorf am Inn bis nach Salzburg verlängert.
Auf der gesamten Strecke galten die Tarife der DB AG. Daneben gab es das Gäubodenbahn-Ticket (früher: Hopper-Ticket Gäuboden), das für 10 € pro Tag und Person für beliebig viele Fahrten auf der Gäubodenbahn benutzt werden durfte. Zwischenzeitlich war die Benutzung des Stadtverkehrs Straubing inbegriffen.
Ab 2016 wurde im Rahmen der Ausschreibung des Linienstern Mühldorf die Gäubodenbahn an die Südostbayernbahn vergeben. Zum 1. Januar 2021 wurde die Gäubodenbahn auch offiziell Teil der in Mühldorf ansässigen Südostbayernbahn. Das Unternehmen tritt somit geschlossen unter Südostbayernbahn auf. Die Züge befanden sich bereits seit längerem Zeitraum im Bestand der RegioNetz Verkehrs GmbH in Mühldorf. Der Schriftzug Gäubodenbahn war zuletzt nur noch teilweise auf den Fahrzeugen vorhanden, da ein freizügiger Einsatz der gesamten Flotte der Baureihe 628 der Südostbayernbahn stattfand.
Im September 2023 wurde der erneute Zuschlag an die RegioNetz Verkehrs GmbH bekannt gegeben, die diese Strecke von Dezember 2024 bis Dezember 2038 weiterhin betreiben wird.

## Fahrzeugübersicht
Die Fahrzeuge waren in Mühldorf bei der Südostbayernbahn stationiert.

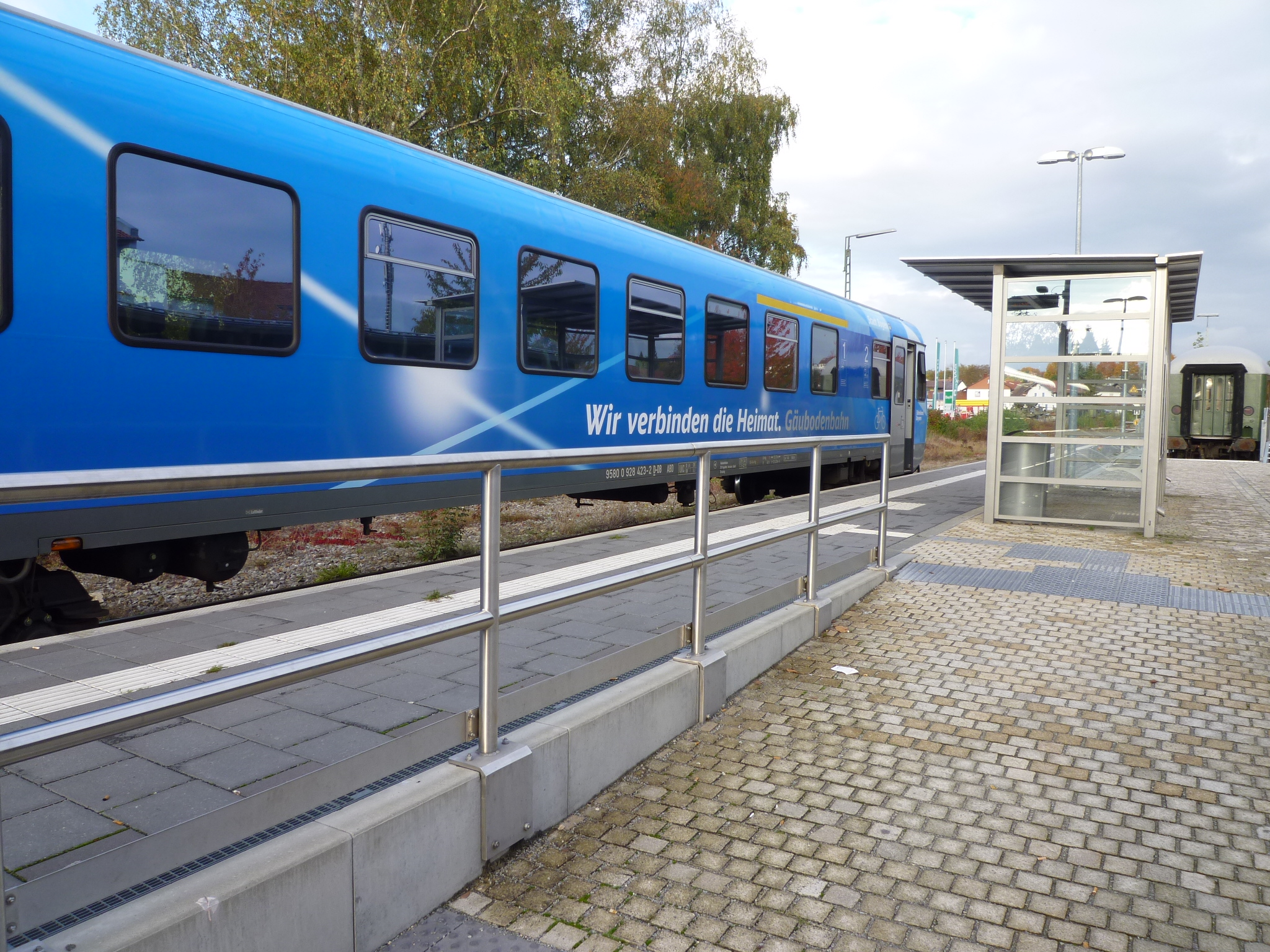
Fahrzeug 628 423 / 928 423 Stadt Bogen

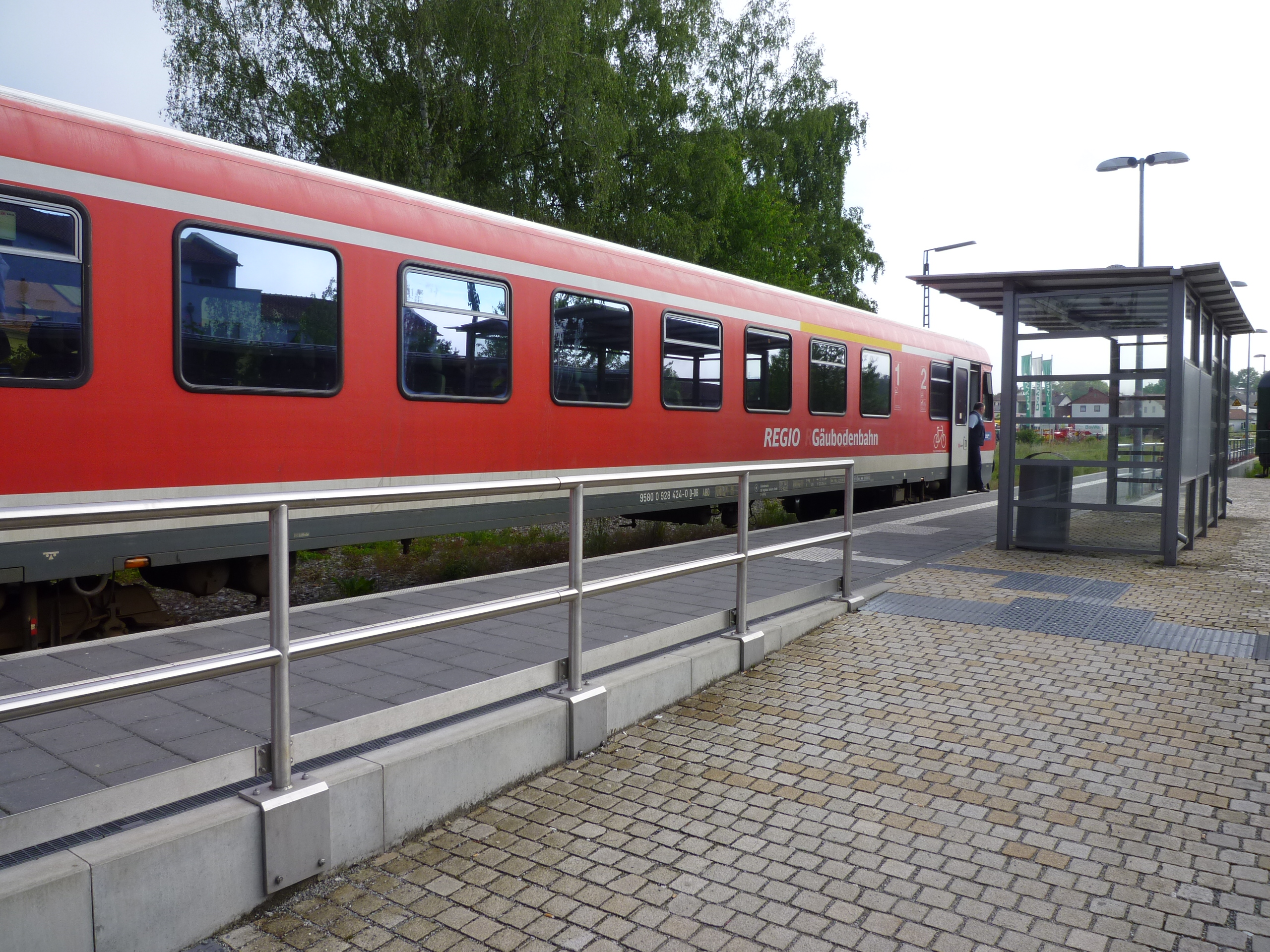
Fahrzeug 628 424 / 928 424

| Fahrzeugnummer    | Besonderheiten |
| ----------------- | --- |
| 628 422 / 928 422 | |
| 628 423 / 928 423 | Am 17. September 2016 wurde dieser Triebzug anlässlich des 120-jährigen Jubiläums des Bahnhofes von Bogen auf den Namen „Stadt Bogen“ getauft. Dieser Triebzug erhielt eine Beklebung im „Bahnland Bayern“-Design. Früher war er auf den Namen „Stadt Straubing“ getauft. |
| 628 424 / 928 424 | seit April 2017 im blauen „Bahnland Bayern“-Design |
| 628 425 / 928 425 | |
| 628 426 / 928 426 | Getauft auf den Namen „Landkreis Straubing-Bogen“ |